# 鹽月桃甫
鹽月桃甫（1886年2月27日—1954年1月30日），本名永野善吉，日本宮崎人，畫家。曾於西元1921年至1946年來臺教授美術，畫作及影像著重於臺灣原住民的描繪。

## 生平
鹽月桃甫本名永野善吉，出生於日本宮崎縣。自幼生活在貧困的農家中，1908年入贅為鹽月傳次郎的婿養子，改姓鹽月。1912年東京美術學校畢業，曾任教於大阪與松山。
1921年抵達臺灣從事美術教育工作，擔任台北高等學校（今臺灣師範大學）以及台北第一中學（今建國中學）美術教師。他和當時日本其他老師形象差別很大，一般日本老師總是官服筆挺，威嚴凜然，鹽月卻穿著西裝便服，禿頭戴帽，甚至因為反對學生穿制服而以身作則拒穿官服，因此學生對於他特立奇行的形象，便私下稱他為「西洋乞丐」。
在教學上，鹽月桃甫要求學生「用頭腦」來作畫，且要發展個人的風格、強調自由的思考和個人的創造力。在本人的藝術創作上，鹽月桃甫的線條簡潔粗曠，用色明亮大膽，頗有野獸派的風格。在臺教授美術的期間，鹽月桃甫留下多幅描繪臺灣風光的畫作，其中臺灣原住民是他經常描繪的題材。他也是第一位將油畫技術與素材引入臺灣的畫家。

### 創辦臺展
1927年他和石川欽一郎、鄉原古統，以及木下靜涯等人聯手創辦台灣美術展覽會（簡稱「台展」），並親自參與參展作品的審查，對於臺灣後來的美術發展影響深遠。
1930年爆發「霧社事件」，日本軍警用毒瓦斯等激烈手段鎮壓、迫害賽德克族原住民。之後鹽月桃甫創作了《母》，畫中描繪一位著原住民服飾的母親，身邊跟著三個孩子，臉上都露出驚恐的表情。《母》曾在1932年舉辦的第六屆臺展中展出，鹽月桃甫以這樣的方式表達他對受到殘殺的原住民的不捨與同情，同時也無聲地向日本殖民官方表示控訴與反感。

### 離臺之後
1945年第二次世界大戰結束，日本戰敗，在臺灣的日本人陸續被遣返回日本。鹽月桃甫在1946年3月返回宮崎，:153因為有行李數量及重量的限制，鹽月桃甫無法將他在臺灣創作的畫作帶回日本，遂留在台灣，之後歷經天災人禍，大部分的作品均已佚失。
返回日本後的鹽月桃甫陸續在多個單位擔任講師，曾參與書籍、小說的裝幀與插畫製作，也持續地創作油畫。:153-1541949年10月，在回到日本後首次在故鄉宮崎舉辦個展。1954年1月鹽月桃甫因心臟瓣膜炎而過世，享年68歲。:154

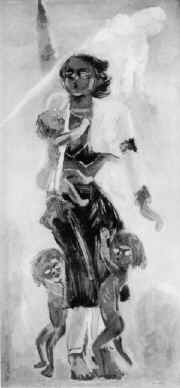
《母》/ 1932 / 第六回台展入選
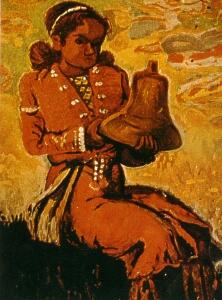
《莎勇之鐘》/ 1940

## 相關詞條
- 日治時期來台任教者：石川欽一郎、鄉原古統。

## 外部連結
- 塩月桃甫（页面存档备份，存于）, kotobank.jp
- （日文）塩月桃甫　日州ドキュメンタリー映画　https://shiotsukitoho.com/
- 最孤獨的藝術家 — 鹽月桃甫 https://medium.com/@tsengfengart/%E6%9C%80%E5%AD%A4%E7%8D%A8%E7%9A%84%E8%97%9D%E8%A1%93%E5%AE%B6-%E9%B9%BD%E6%9C%88%E6%A1%83%E7%94%AB-e23e7a8e7d89